# Patch Tuesday
Jako Patch Tuesday se označuje den, kdy americká společnost Microsoft vydává pravidelné bezpečnostní aktualizace pro svůj software. Děje se tak zpravidla každé druhé úterý daného měsíce v 10 hodin dopoledne tichomořského času (PST). Microsoft začal s pravidelným měsíčním zveřejňováním bezpečnostních aktualizací v říjnu roku 2003. Od té doby začaly každé druhé úterý v měsíci vydávat bezpečnostní aktualizace také další společnosti, například Adobe a Oracle. Jednou z výhod pravidelného zveřejňování aktualizací je možnost naplánovat čas potřebný k jejich analýze, instalaci a konfiguraci. Pro Patch Tuesday se také používá označení Update Tuesday.

## Historie
Před zavedením Patch Tuesday zveřejňoval Microsoft své bezpečnostní aktualizace nepravidelně, což způsobovalo problémy uživatelům, jelikož si nemohli dopředu vyhradit čas potřebný na aktualizaci. V roce 2002 rozeslal Bill Gates, zakladatel Microsoftu, svým zaměstnancům zprávu o vytvoření iniciativy Trustworthy Computing (TwC), která měla za cíl prioritizovat bezpečnost a důvěru zákazníků.
V říjnu roku 2003 se poprvé uskutečnilo Patch Tuesday a došlo tím k zásadní změně způsobu vydávání aktualizací. Místo dosavadního nahodilého zveřejňování se přešlo na kumulativní systém, který měl veškeré problémy v softwaru, na které se za dané období přišlo, spravit najednou. Tento systém se osvědčil a je používán dodnes, spolu s Patch Tuesday vydává Microsoft další pravidelné aktualizace softwaru.
Zároveň však také vydává takzvané out-of-band (OOB) aktualizace, týkající se problémů, které je třeba vyřešit neprodleně. Microsoft se snaží, aby jejich aktualizace byly jednoduché, předvídatelné, pohotové a srozumitelné.

## Exploit Wednesday
Následující den po Patch Tuesday, tedy každá druhá středa v měsíci, je hovorově označován jako Exploit Wednesday. V tento den dochází k mnoha pokusům o využití chyb v softwaru, které jsou díky informacím poskytovaných k aktualizaci zveřejněny.